# Chevrolet Tahoe
Der Chevrolet Tahoe ist ein (Oberklasse)-Fullsize-SUV der Marke Chevrolet.
Auf derselben Plattform wie der GMC Yukon und der Cadillac Escalade basierend, wurde er im Oktober 1994 als Ersatz für den damaligen Chevrolet Blazer eingeführt.
Die erste Generation des Tahoe war baugleich mit der letzten Modellgeneration des Blazer. Mit der Einführung des GMTT1UC wird der Tahoe mittlerweile in der fünften Generation produziert.
Von 1994 bis zum 3. Quartal 2019 wurden in den USA 3 042 989 Chevrolet Tahoe verkauft.
Die verlängerte Form des Tahoe wird als Chevrolet Suburban verkauft.

## Tahoe (GMT400, 1994–1999)
Der Chevrolet Tahoe basiert auf dem GMT400-Truck-Chassis. Bis Herbst 1994 baute Chevrolet den Chevrolet Blazer ausschließlich als dreitüriges Modell, dann wurde dieser in Tahoe umbenannt und sowohl als Drei- und auch als Fünftürer gebaut. Das Fahrzeug war mit Hinterrad- oder Allradantrieb ausgestattet.
Ende 1999 wurde eine Limited-Variante des Tahoe vorgestellt, die sportlich ausgelegt und nur in Schwarz erhältlich war. So wurden Stoßstangen, Seitenschweller und der Kühlergrill in Wagenfarbe lackiert. In der Frontschürze befanden sich serienmäßig Nebelscheinwerfer. Es waren keine Dachgepäckträger mehr vorhanden und der Wagen fuhr serienmäßig auf 16"-Alurädern. Außerdem war er um 51 mm tiefergelegt und hatte eine stärker dimensionierte Bremsanlage, um den sportlichen Aspekt zu unterstreichen.

### Technische Daten
| Jahr          | Motorart    | Motorbauart | Motorbezeichnung  | Motorcode | Hubraum | max. Leistung   | max. Drehmoment |
| ------------- | ----------- | ----------- | ----------------- | --------- | ------- | --------------- | --------------- |
| 1994–1999     | Ottomotor   | V8          | Vortec 5700 V8    | L31       | 5,7 l   | 190 kW (255 PS) | 450 Nm          |
| 1996–1998 (1) | Dieselmotor | V8          | Detroit Diesel V8 |           | 6,5 l   | 160 kW (215 PS) | 597 Nm          |

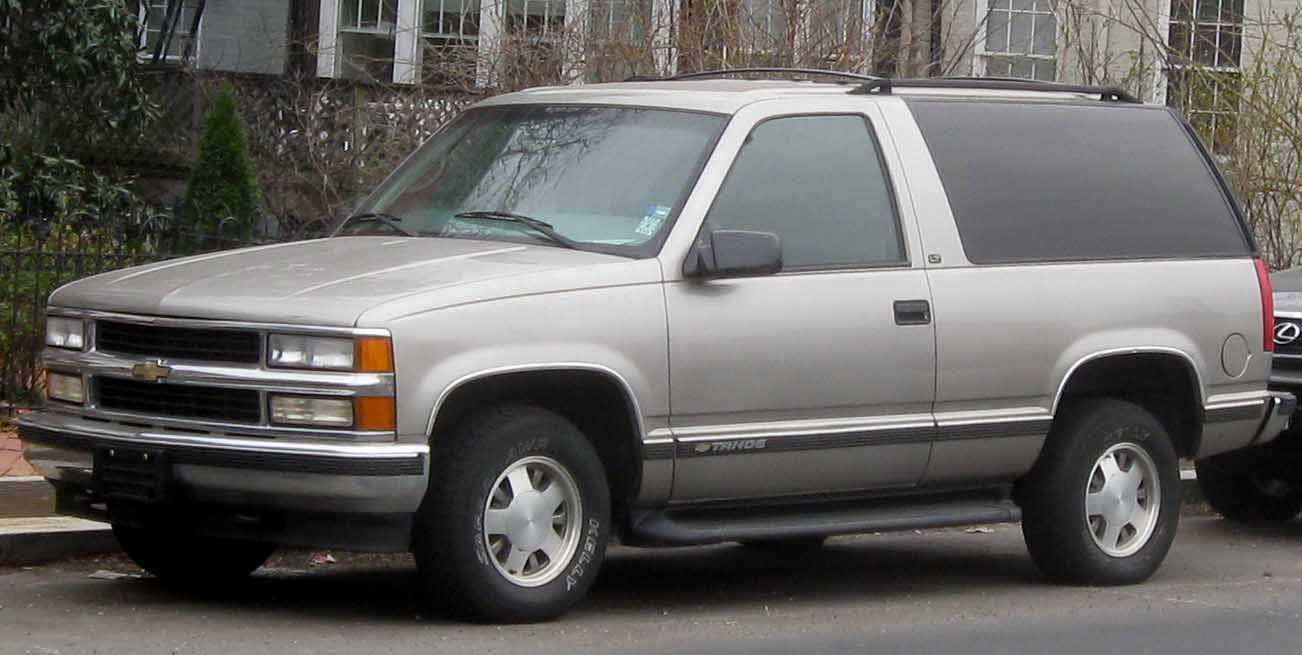
Chevrolet Tahoe Dreitürer
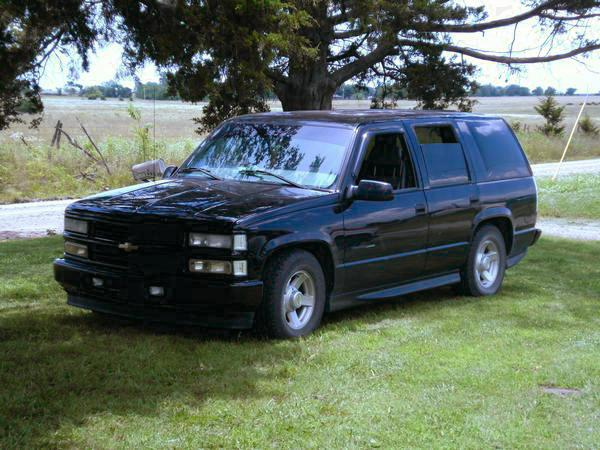
Chevrolet Tahoe Limited Edition

## Tahoe (GMT820, 1999–2006)
Zum Jahresende 1999 präsentierte Chevrolet den Tahoe auf dem GMT820-Truck-Chassis des Chevrolet Silverado, während mit dem Limited-Modell und dem Modell mit dem Modellcode Z71 noch Modelle auf der vorherigen Basis weiter angeboten wurden. Bei diesem Chassis ist die auffälligste Änderung die der Hinterachse. Diese soll dem Fahrzeug außer mehr Fahrkomfort auch mehr Fahrsicherheit bieten.
Die Grundform der Karosserie wurde beibehalten; nur im Allgemeinen etwas weicher und abgerundeter gestaltet. Auch der Innenraum sowie das Armaturenbrett wurden überarbeitet und den etwas weicheren Formen angepasst.
Statt des aus dem Vorgänger bekannten 5,7-Liter-V8-Motor aus der Vortec-Reihe standen zwei neue Motoren zur Wahl: Ein 4,8-Liter-V8-Motor (maximale Leistung: 205 kW/275 hp) oder ein 5,3-Liter-V8-Motor (maximal: 213 kW/285 hp). Beide geben nun eine höhere Leistung ab als der aus dem Vorgänger bekannte Motor und verbrauchen weniger Kraftstoff.
Ab Herbst 2003 baute Chevrolet erstmals sein neues Stabilitätsprogramm StabiliTrak in den Tahoe ein. Ab dem Modelljahr 2004 wurde die maximale Leistung auf 213 kW (285 hp) beim 4,8-Liter-V8-Motor und 220 kW (295 hp) beim 5,3-Liter-V8-Motor erhöht.

### Technische Daten
| Jahr          | Motorart  | Motorbauart | Motor          | Motorcode | Hubraum | max. Leistung   | max. Drehmoment |
| ------------- | --------- | ----------- | -------------- | --------- | ------- | --------------- | --------------- |
| 1999–2003     | Ottomotor | V8          | Vortec 4800 V8 | LR4       | 4,8 l   | 205 kW (275 hp) | 386 Nm          |
| 2000–2003     | Ottomotor | V8          | Vortec 5300 V8 | LM7       | 5,3 l   | 213 kW (285 hp) | 441 Nm          |
| 2003–2006 (1) | Ottomotor | V8          | Vortec 4800 V8 | LR4       | 4,8 l   | 213 kW (285 hp) | 414 Nm          |
| 2003–2006 (1) | Ottomotor | V8          | Vortec 5300 V8 | L59       | 5,3 l   | 220 kW (295 hp) | 454 Nm          |

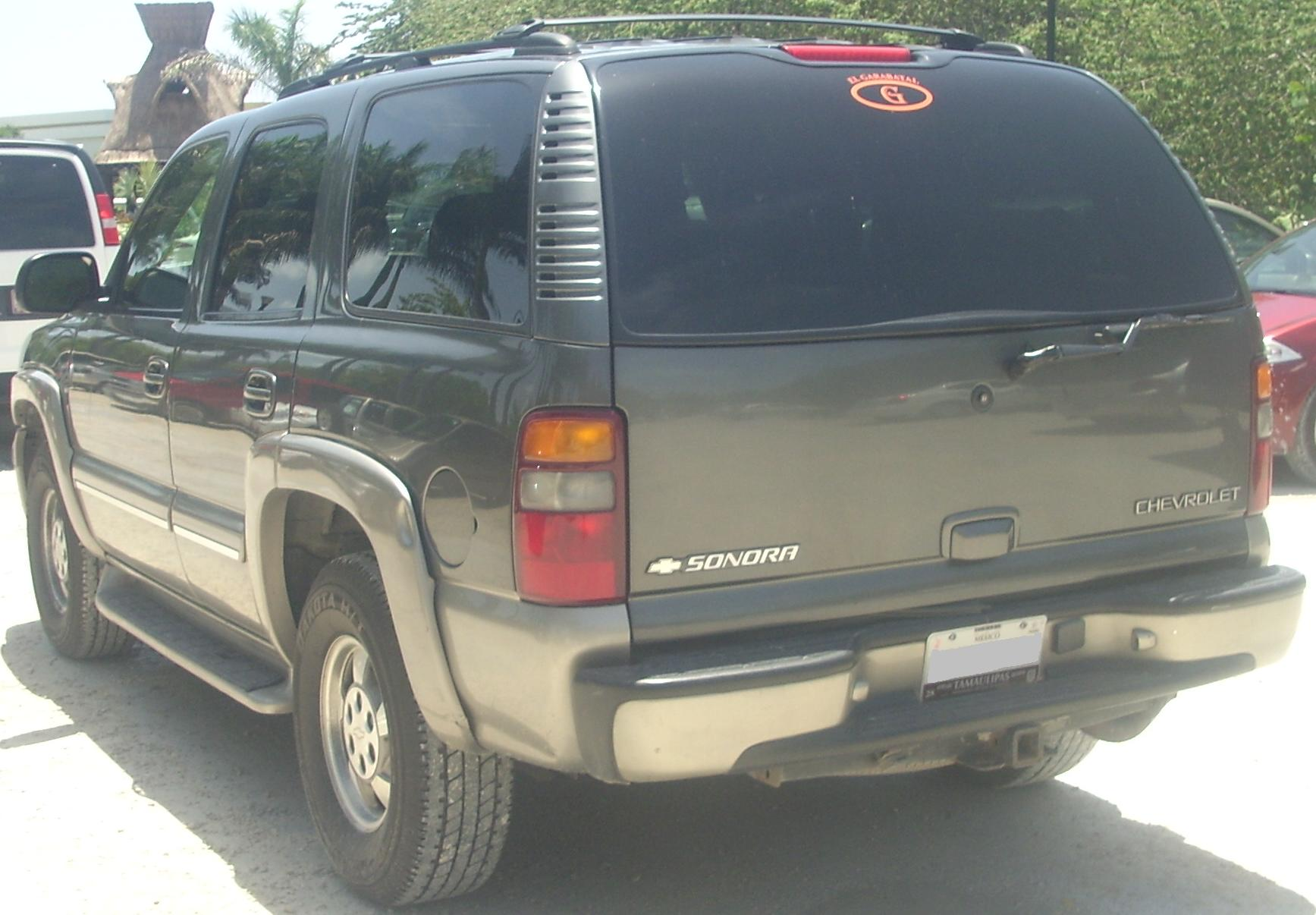
Heckansicht
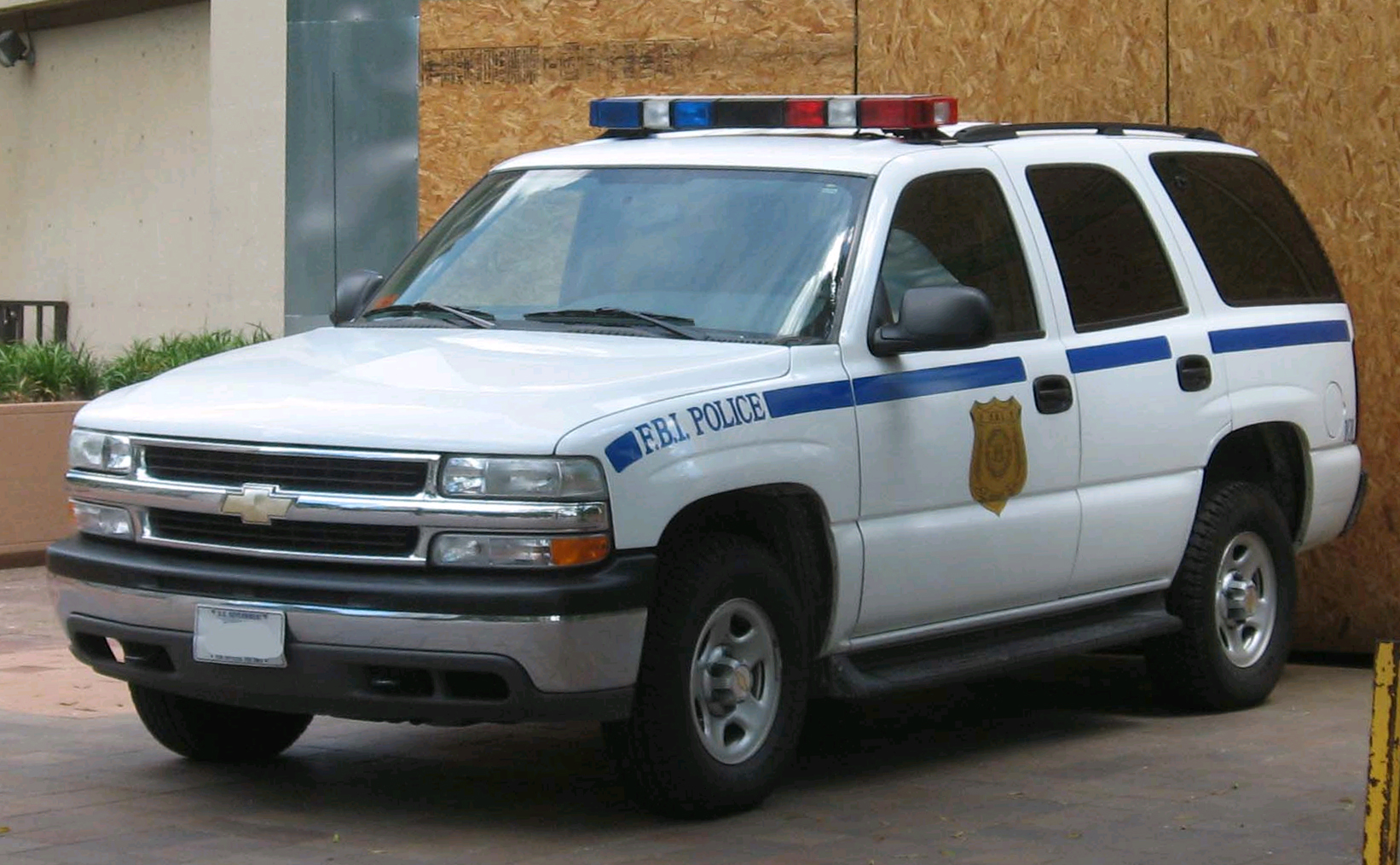
Chevrolet Tahoe der FBI Police

## Tahoe (GMT921, 2006–2013)
Die im Herbst 2005 präsentierte dritte Generation des Tahoe basiert auf dem GMT900-Truck-Chassis.
Der Tahoe wurde für das Modelljahr 2007 gründlich überarbeitet. Er wirkt deutlich kantiger als die zweite Generation, jedoch soll laut GM die Karosserie mit einem cW von 0,361 aerodynamisch verbessert sein. Auch der Innenraum wurde mit einem neu gestalteten Armaturenbrett, neuen Sitzen und neuen Türverkleidungen modifiziert. In der Grundversion bietet der Chevrolet Tahoe für fünf Passagiere Platz, kann aber durch eine optionale dritte Rücksitzbank auf bis zu sieben Sitzplätze erweitert werden.
Als Antrieb stehen drei V8-Motoren mit teilweise Zylinderabschaltung zur Verfügung, die wahlweise die Hinterachse oder alle vier Räder über ein Vier- bzw. Sechsgangautomatikgetriebe antreiben. Alternativ war eine Hybridversion erhältlich.
Die dritte Generation brachte Verbesserungen der Effizienz mit sich. Der Kraftstoff-Normverbrauch außerorts verbesserte sich beim 5,3-Liter-Motor von 12,4 l/100 km (19 mpg) auf 11,2 l/100 km (21 mpg) dank der als Active Fuel Management bezeichneten Zylinderabschaltung. Der Verbrauch innerorts blieb mit 15,7 l/100 km (16 mpg) gleich.
Mit dieser Generation bot Chevrolet das erste Mal mit in Gemeinschaftsarbeit mit Chrysler entwickeltem Advanced Hybrid System 2 eine Hybrid-Variante des Fahrzeugs an. Diese sogenannte Two-Mode-Hybrid-Version bietet einen überarbeiteten V8-Motor mit 6,0 Liter Hubraum, einer maximalen Leistung von 248 kW (332 hp) und serienmäßig ein Automatikgetriebe. Zusätzlich gibt es zwei Elektromotoren mit 60 kW, die von einer 300-Volt-Batterie unter der Rücksitzbank gespeist werden. Bis zu einer Geschwindigkeit von 45 km/h fährt der Tahoe dadurch ausschließlich mit elektrischer Energie. Auf diese Weise, versprach General Motors, sinke der den Kraftstoffverbrauch innerorts des Tahoe Hybrid gegenüber Fahrzeugen mit 5,3-Liter-Motor ohne Hybridsystem um insgesamt 50 Prozent, der Durchschnittsverbrauch mit 10,7 Liter pro 100 Kilometer (22 mpg) noch um 30 Prozent. Ab Modelljahr 2010 (Herbst 2009) wurde auch der 5,3-Liter-V8-Motor mit einer maximalen Leistung von nun 243 kW (326 hp) im E85-Betrieb angeboten. Im Benzinbetrieb betrug sie ab Verkaufsbeginn 239 kW (320 hp).

### Technische Daten
| Jahr     | Motorart                 | Motorbauart       | Motorbezeichnung      | Motorcode | Hubraum | max. Leistung   | max. Drehmoment | Quelle |
| -------- | ------------------------ | ----------------- | --------------------- | --------- | ------- | --------------- | --------------- | ------ |
| 2006 (1) | Ottomotor                | V8                | Vortec 4800 V8        | LY2       | 4,8 l   | 220 kW (295 hp) | 414 Nm          | [ 18 ] |
| 2006 (2) | Ottomotor                | V8                | Vortec 5300 V8        | LY5       | 5,3 l   | 239 kW (320 hp) | 461 Nm          | [ 19 ] |
| 2006 (3) | Ottomotor                | V8                | Vortec 5300 V8        | LMG       | 5,3 l   | 239 kW (320 hp) | 461 Nm          | [ 20 ] |
| 2008     | Ottomotor + Elektromotor | V8 + Elektromotor | Vortec 6000 V8 Hybrid | LFA       | 6,0 l   | 248 kW (332 hp) | 565 Nm          | [ 14 ] |
| 2007     | Ottomotor                | V8                | Vortec 6200 V8        | L92       | 6,2 l   | 295 kW (395 hp) | 565 Nm          | [ 21 ] |
| 2008     | Ottomotor                | V8                | Vortec 6200 V8        | L9H       | 6,2 l   | 295 kW (395 hp) | 565 Nm          | [ 22 ] |
| 2008 (4) | Ottomotor                | V8                | Vortec 5300 V8        | LC9       | 5,3 l   | 239 kW (320 hp) | 461 Nm          | [ 22 ] |

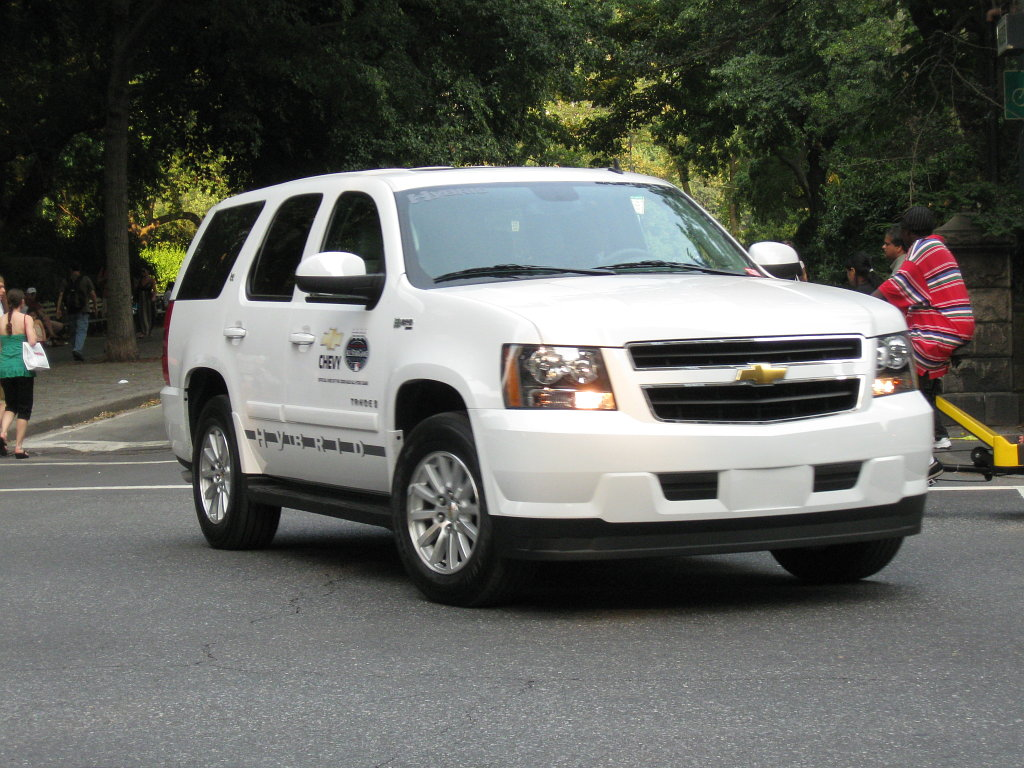
Chevrolet Tahoe Hybrid
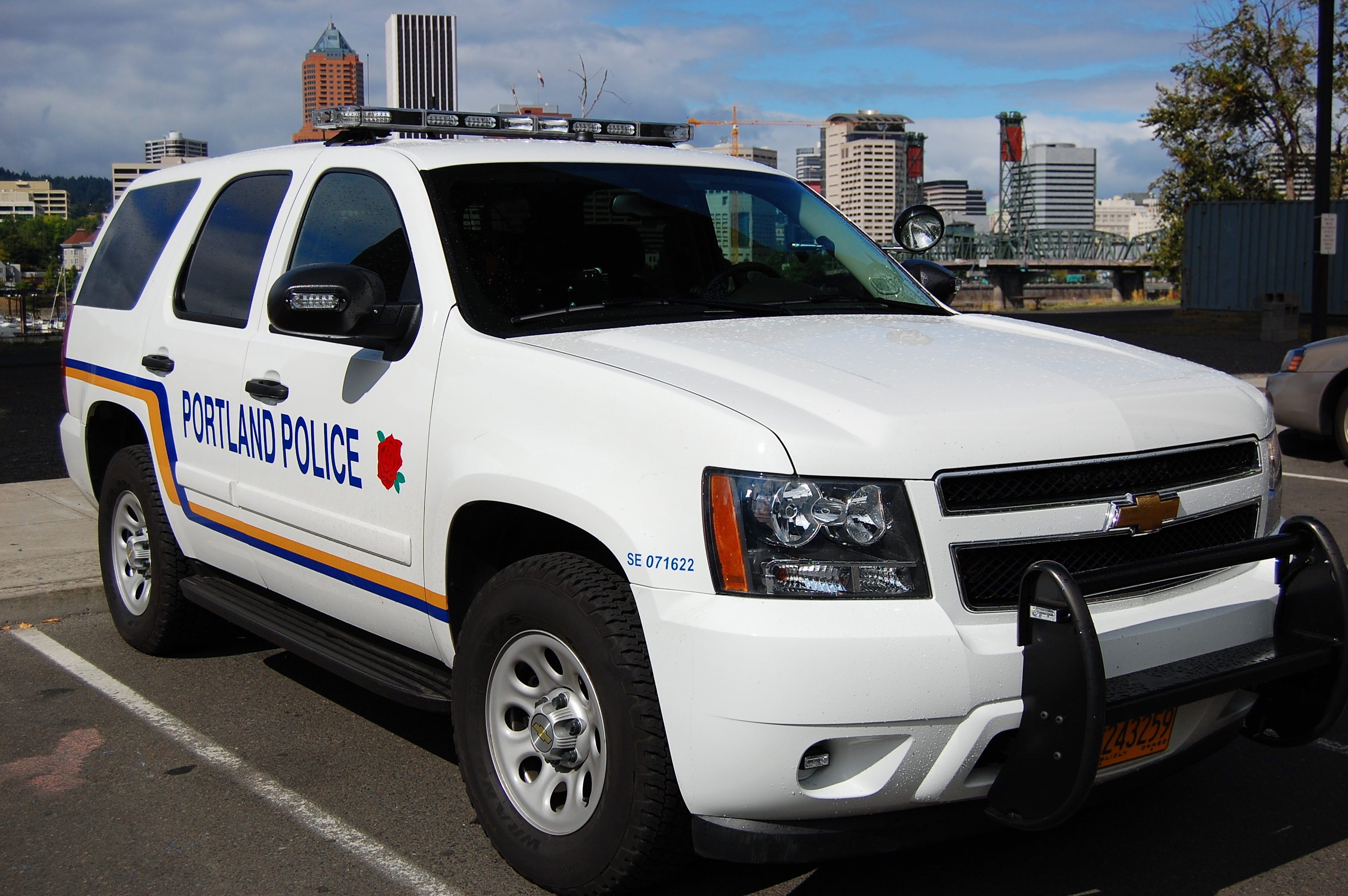
Chevrolet Tahoe des Portland Police Department
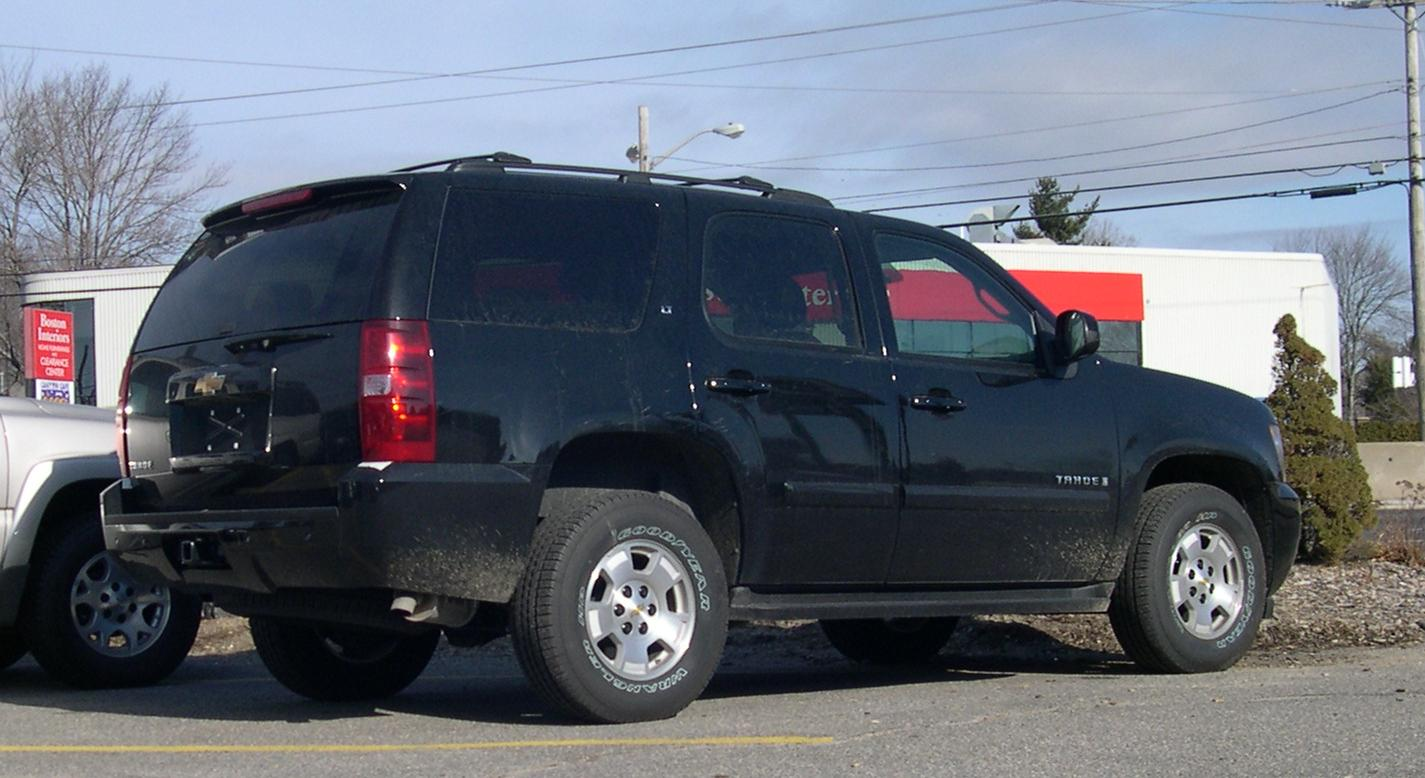
Heckansicht

## Tahoe (GMTK2XX, 2014–2020)

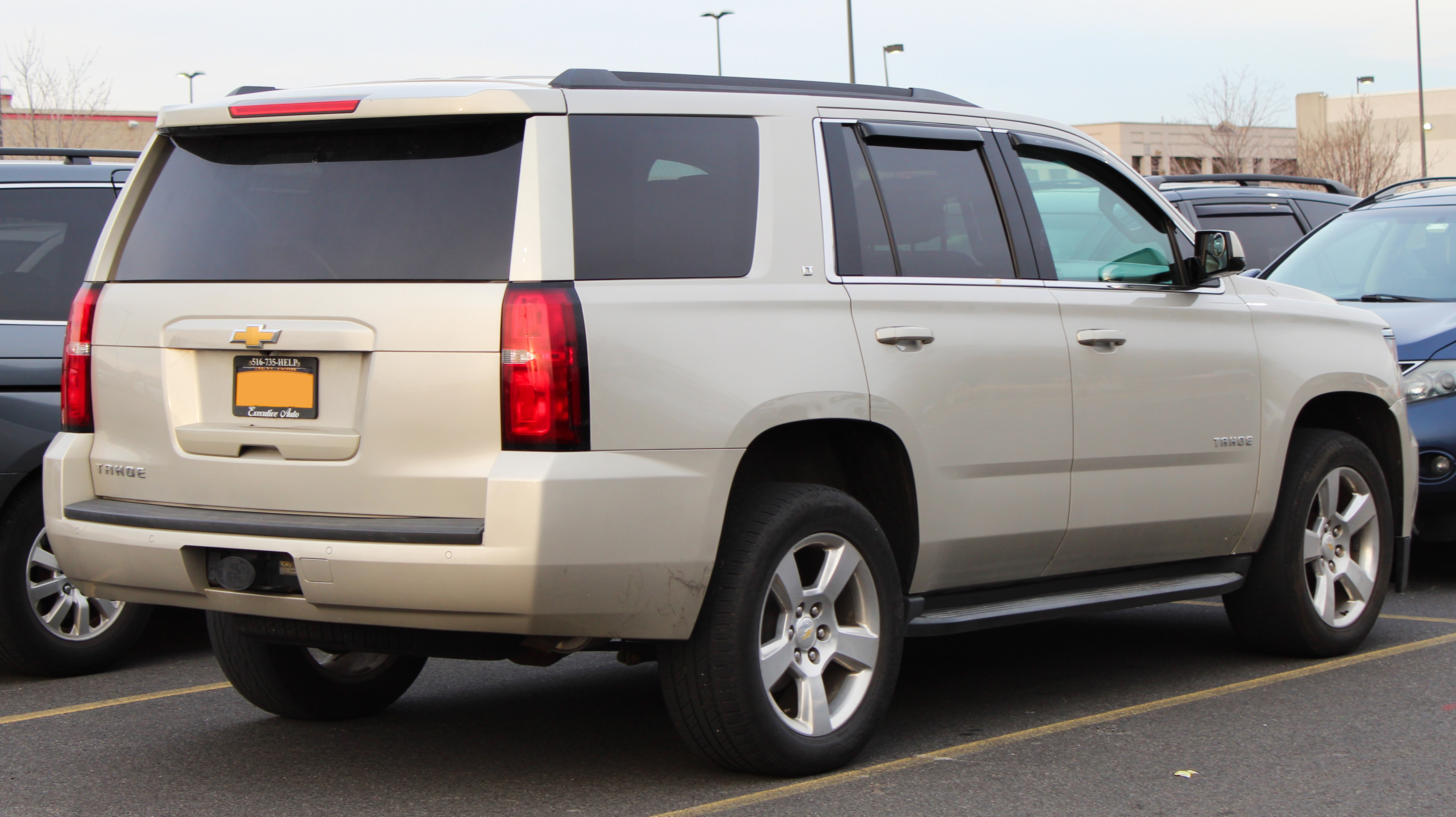
Heckansicht

2013 wurde eine weitere Generation des Tahoe auf dem Pickup-Fahrgestell (GMTK2XX-Plattform, interne Modellbezeichnung GMTK2UC) vorgestellt. Die formale Messepremiere fand auf der LA Auto Show 2013 statt.
Der Tahoe wurde in den Ausstattungsvarianten als LS (optional mit drei Sitzen vorne statt Mittelkonsole), LT und LTZ angeboten.
Beim US-NCAP-Crashtest wurde das Fahrzeug 2015 mit vier Sternen bewertet.
Speziell für den russischen Markt wurde der Tahoe bis 2018 mit einem 6,2-Liter-V8-Motor angeboten. In Nordamerika stand für den Tahoe bis dahin im Gegensatz zum verwandten GMC Yukon, welcher als Denali einen 6,2-Liter-V8-Motor eingebaut hat, weiterhin nur der 5,3-Liter-V8-Motor zur Verfügung. Seit Anfang 2018 ist der 6,2-Liter-V8-Motor auch in Nordamerika erhältlich.

### Technische Daten
|     | Bauzeit         | Motorart  | Motorbauart | Motorbezeichnung | Motorcode | Hubraum  | max. Leistung                | max. Drehmoment     |
| --- | --------------- | --------- | ----------- | ---------------- | --------- | -------- | ---------------------------- | ------------------- |
| 5.3 | 02/2014–2020    | Ottomotor | V8          | EcoTec3          | L83       | 5328 cm³ | 265 kW (355 hp) bei 5600/min | 519 Nm bei 4100/min |
| 6.2 | 10/2014–02/2018 | Ottomotor | V8          | EcoTec3          | L86       | 6162 cm³ | 301 kW (409 PS) bei 5500/min | 610 Nm bei 4100/min |
| 6.2 | 02/2018–2020    | Ottomotor | V8          | EcoTec3          | L86       | 6162 cm³ | 313 kW (420 hp) bei 5500/min | 610 Nm bei 4100/min |

|     | Bauzeit         | Motorart  | Leistung | Antrieb, serienmäßig | Antrieb, optional | Getriebe                   | Höchstgeschwindigkeit | Beschleunigung, 0–100 km/h | Kraftstoffverbrauch, kombiniert | Tankinhalt |
| --- | --------------- | --------- | -------- | -------------------- | ----------------- | -------------------------- | --------------------- | -------------------------- | ------------------------------- | ---------- |
| 5.3 | 02/2014–2020    | Ottomotor | 265 kW   | Hinterradantrieb     | Allradantrieb     | 6-Stufen-Automatikgetriebe | 180 km/h (1)          | 7,7 s                      | 13,7 l/100 km                   | 98 l Super |
| 6.2 | 10/2014–02/2018 | Ottomotor | 301 kW   | Allradantrieb        | —                 | 6-Stufen-Automatikgetriebe | 180 km/h (1)          | 6,8 s                      | 13,4 l/100 km                   | 98 l Super |
| 6.2 | 02/2018–2020    | Ottomotor | 313 kW   | Allradantrieb        | —                 | 8-Stufen-Automatikgetriebe | 180 km/h (1)          | 6,8 s                      | 13,4 l/100 km                   | 98 l Super |

## Tahoe (GMTT1XX, seit 2020)

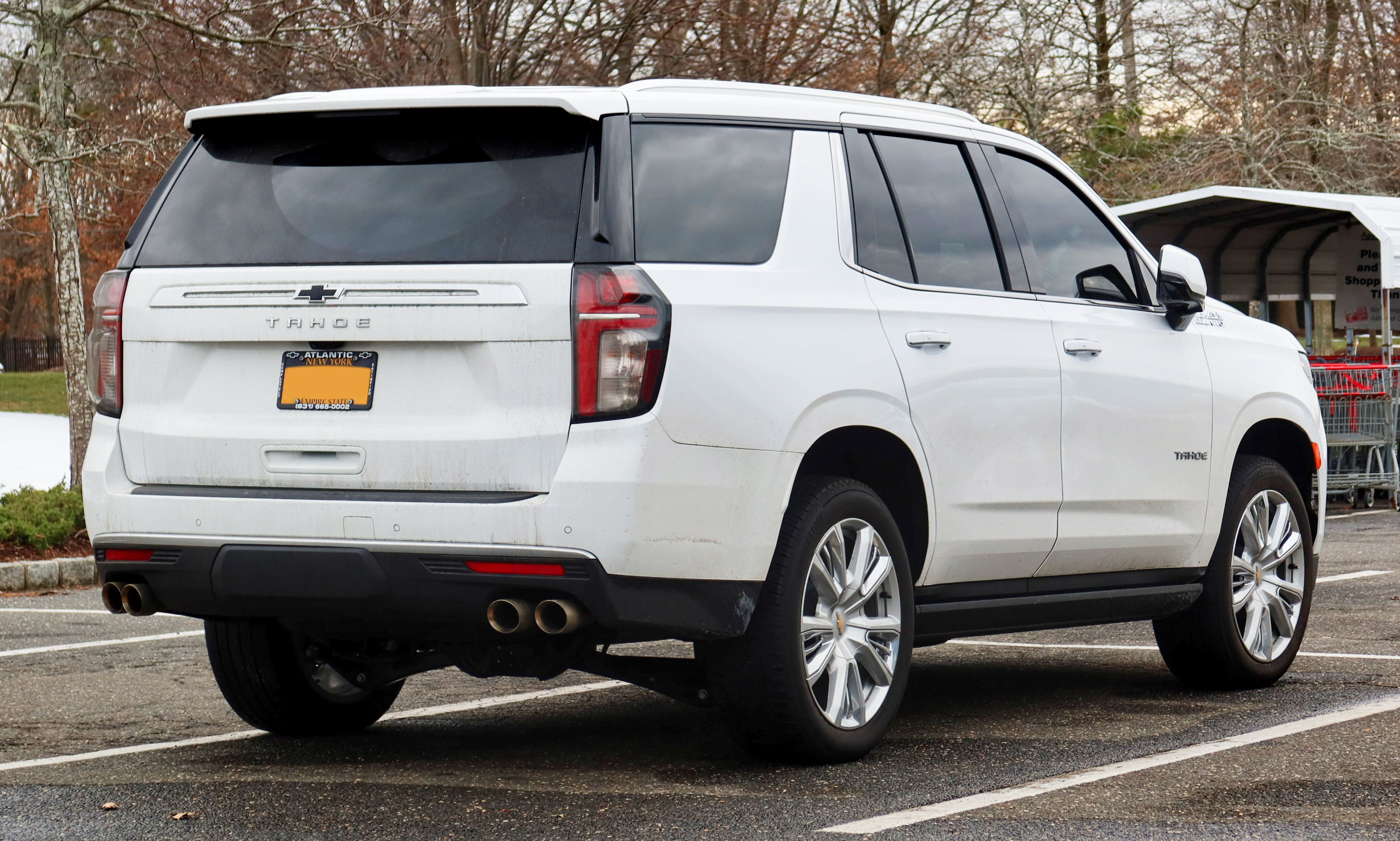
Heckansicht

Im Dezember 2019 wurde gemeinsam mit dem längeren Chevrolet Suburban eine neue Baureihe (interne Modellbezeichnung GMTT1UC) auf der GMTT1XX-Plattform von General Motors in Detroit vorgestellt. Eine überarbeitete Version der Baureihe präsentierte Chevrolet im Oktober 2024.
Die ab Marktstart erhältlichen Motoren sind mit 265 kW (355 hp) maximaler Leistung ein 5,3-Liter-V8, mit 313 kW (420 hp) ein 6,2-Liter-V8-Ottomotor und ein maximal 207 kW (277 hp) leistender 3,0-Liter-R6-Dieselmotor mit Turboaufladung und Common-Rail-Einspritzung. Der sportlichere RST Performance Edition, der im September 2022 vorgestellt wurde, hat auch den 6,2-Liter-V8-Ottomotor. Hier leistet er maximal 323 kW (433 hp).
Einziges erhältliches Getriebe ist ein Zehnstufen-Automatikgetriebe. Gemeinsam mit dem Chevrolet Suburban wird der Tahoe im GM-Werk Arlington, US-Bundesstaat Texas gebaut. Statt einer starren Hinterachse wie die Vorgänger hat er eine Mehrlenkerachse.

### Technische Daten
|                             | Bauzeit         | Motorart    | Motorbauart | Motorbezeichnung | Motorcode | Hubraum  | max. Leistung                | max. Drehmoment     | Quelle        |
| --------------------------- | --------------- | ----------- | ----------- | ---------------- | --------- | -------- | ---------------------------- | ------------------- | ------------- |
| 5.3 (Russland)              | 06/2021–02/2022 | Ottomotor   | V8          | EcoTec3 gen2     | L84       | 5328 cm³ | 252 kW (343 PS) bei 5600/min | 519 Nm bei 4100/min | [ 33 ]        |
| 5.3 (Usbekistan)            | seit 06/2021    | Ottomotor   | V8          | EcoTec3 gen2     | L84       | 5328 cm³ | 252 kW (343 PS) bei 5600/min | 512 Nm bei 4100/min | [ 34 ]        |
| 5.3                         | seit 05/2020    | Ottomotor   | V8          | EcoTec3 gen2     | L84       | 5328 cm³ | 265 kW (355 hp) bei 5600/min | 519 Nm bei 4100/min | [ 30 ] [ 35 ] |
| 6.2                         | seit 05/2020    | Ottomotor   | V8          | EcoTec3 gen2     | L87       | 6162 cm³ | 313 kW (420 hp) bei 5600/min | 623 Nm bei 4100/min | [ 30 ] [ 35 ] |
| 6.2 RST Performance Edition | seit 09/2022    | Ottomotor   | V8          | EcoTec3 gen2     | L87       | 6162 cm³ | 323 kW (433 hp)              | 633 Nm              | [ 29 ]        |
| 3.0 Diesel                  | 12/2020–11/2023 | Dieselmotor | R6          | Duramax          | LM2       | 2993 cm³ | 207 kW (277 hp) bei 3750/min | 623 Nm bei 1500/min | [ 30 ] [ 35 ] |
| 3.0 Diesel                  | seit 11/2023    | Dieselmotor | R6          | Duramax          |           | 2993 cm³ | 227 kW (305 hp) bei 3750/min | 671 Nm bei 2750/min |               |

|                             | Bauzeit         | Motorart    | Leistung | Antrieb, serienmäßig | Antrieb, optional | Getriebe                    | Höchstgeschwindigkeit | Beschleunigung, 0–100 km/h | Kraftstoffverbrauch, kombiniert | Tankinhalt |
| --------------------------- | --------------- | ----------- | -------- | -------------------- | ----------------- | --------------------------- | --------------------- | -------------------------- | ------------------------------- | ---------- |
| 5.3 (Russland)              | 06/2021–02/2022 | Ottomotor   | 252 kW   | Allradantrieb        | —                 | 10-Stufen-Automatikgetriebe | 180 km/h              | 8,0 s                      | 12,2 l/100 km                   | 91 l       |
| 5.3 (Usbekistan)            | seit 06/2021    | Ottomotor   | 252 kW   | Allradantrieb        | —                 | 10-Stufen-Automatikgetriebe | 180 km/h              | 8,0 s                      | 12,1 l/100 km                   | 91 l       |
| 5.3                         | seit 05/2020    | Ottomotor   | 265 kW   | Hinterradantrieb     | Allradantrieb     | 10-Stufen-Automatikgetriebe | k. A.                 | k. A.                      | 13,1–13,8 l/100 km              | 91 l       |
| 6.2                         | seit 05/2020    | Ottomotor   | 313 kW   | Hinterradantrieb     | Allradantrieb     | 10-Stufen-Automatikgetriebe | 180 km/h              | k. A.                      | 13,8–14,7 l/100 km              | 91 l       |
| 6.2 RST Performance Edition | seit 09/2022    | Ottomotor   | 323 kW   | Allradantrieb        | —                 | 10-Stufen-Automatikgetriebe | 200 km/h              | k. A.                      | k. A.                           | 91 l       |
| 3.0 Diesel                  | 12/2020–11/2023 | Dieselmotor | 207 kW   | Hinterradantrieb     | Allradantrieb     | 10-Stufen-Automatikgetriebe | k. A.                 | k. A.                      | 9,8–10,7 l/100 km               | 91 l       |
| 3.0 Diesel                  | seit 11/2023    | Dieselmotor | 227 kW   | Hinterradantrieb     | Allradantrieb     | 10-Stufen-Automatikgetriebe | k. A.                 | k. A.                      |                                 | 91 l       |

## Behördenversion
Chevrolet bot den Tahoe ab 1996 in einer Polizeiversion mit V8-Motor und mit Hinterradantrieb an. Das Fahrzeug war etwas niedriger und schneller als die regulären Modelle. Es wurden weitere stabilere und leistungsstärkere Komponenten ergänzt, um den Anforderungen zu entsprechen.

## Auszeichnungen
Der Chevrolet Tahoe wurde 1995 von der amerikanischen Zeitschrift Motor Trend zum 1996 Truck of the Year gewählt.